# Tim Pierce
Tim Pierce (Albuquerque, 1959) è un chitarrista turnista statunitense.
Considerato uno dei migliori turnisti al mondo, ha lavorato con numerosi artisti di fama internazionale, tra i quali Crowded House, Goo Goo Dolls, Michael Jackson, Roger Waters, Alice Cooper, Johnny Hallyday, Phil Collins,  Bon Jovi e The Cheetah Girls.

## Biografia
Pierce ha pubblicato anche un album solista, Guitarland (1995), edito dalla PRA Records.
Nel 2022 partecipa quale turnista alla realizzazione del brano I Won't Be Led Astray inserito nell'album From the New World di Alan Parsons.

## Discografia
- 1995 – Guitarland